# Ricki Herbert
Ricki Herbert (10 de abril de 1961 en Auckland) es un exfutbolista neozelandés que jugaba como defensor y actual entrenador del Ba FC de Fiyi.
Como jugador se destacó especialmente en el University-Mount Wellington, club donde comenzó y terminó su carrera, y con el que ganó dos veces la Copa Chatham, en tres ocasiones la Liga Nacional de Nueva Zelanda y con el cual en 1987 fue subcampeón del Campeonato de Clubes de Oceanía, primera edición del torneo que luego daría lugar a la Liga de Campeones de la OFC. También supo jugar en el Nelson United, en el Wolverhampton Wanderers inglés y en el Sydney Olympic australiano.
Representó a Nueva Zelanda en la Copa Mundial de España 1982, donde los Kiwis cayeron en sus tres presentaciones. Totalizó 61 partidos y 7 goles con los All Whites.
Empezó en el cargo de entrenador en el Papakura City en el año 1990. En 2005 se volvió seleccionador de Nueva Zelanda, a quien llevó a ganar la Copa de las Naciones de la OFC 2008, jugar la Copa FIFA Confederaciones 2009 y la Copa Mundial de Sudáfrica 2010, donde los neozelandeses empataron en sus tres cotejos, finalizando como única selección invicta. Renunció en 2013 luego de no poder conseguir el título en la Copa de las Naciones de la OFC 2012 ni la clasificación a la Copa Mundial de 2014. Entre 2006 y 2007 fue técnico interino de los New Zealand Knights, franquicia a la que se le había revocado su licencia con la A-League en esa misma temporada. Al desmantelarse los NZ Knights, la Asociación de Fútbol de Nueva Zelanda escogió a Herbert como entrenador del recién fundado Wellington Phoenix, que remplazaría a los Kingz como equipo neozelandés en liga australiana. Dejó el cargo en 2013, un tiempo antes de que finalizara A-League 2012/13, por la pésima campaña de los Nix en el torneo.

## Carrera

### Jugador
Debutó como futbolista en 1978 jugando para el University-Mount Wellington, club de su ciudad natal, Auckland. En 1979 defendió los colores del Nelson United, pero para 1980 regresaría al Mount Wellington para ganar en dos ocasiones la Liga Nacional de Nueva Zelanda y en otras dos oportunidades la Copa Chatham. Su alto rendimiento lo llevó a firmar con el Sydney Olympic de Australia en 1983. Ganó la Copa NSL y regresó al University-Mount Wellington en 1984. Ese año dio el salto al fútbol profesional, el Wolverhampton Wanderers Football Club lo fichó por pedido de Tommy Docherty, que había dirigido a Herbert en el Sydney. Ricki fue parte del descenso a la tercera categoría en 1985 y abandonó el club en 1986 al ser contratado un nuevo entrenador. Volvió a Nueva Zelanda para jugar nuevamente en el University-Mount Wellington, en esta etapa ganó la Liga Nacional de Nueva Zelanda 1986 y fue subcampeón en el Campeonato de Clubes de Oceanía 1987, finalmente se retiraría en 1989.

#### Selección nacional
Representó a Nueva Zelanda en 61 ocasiones. Su debut con los All Whites se produjo el 20 de agosto de 1980 en un partido contra México que terminaría en victoria neozelandesa por 4-0.
Jugó todos los partidos de la gran campaña de los Kiwis rumbo a la Copa Mundial de 1982, en la que Nueva Zelanda clasificaría de manera agónica, teniendo como uno de los logros la victoria 5-0 sobre Arabia Saudita cuando ese era el único resultado que le servía a los neozelandeses. Finalmente los All Whites clasificaron a la fase final, aunque la actuación en la fase de grupos fue paupérrima. Ricki jugó dos de los tres partidos que su equipo disputó en el torneo, la derrota 3-0 a manos de la  Unión Soviética y la caída 4-0 ante Brasil.
Jugó su último partido internacional ante Israel en 1989, llegando a las 61 presentaciones, en las cuales convirtió 7 tantos.

### Entrenador
Su carrera como entrenador dio comienzo en el Papakura City en 1990, luego pasó por el Papatoetoe AFC, hasta finalmente ser contratado por el Central United Football Club, al que llevaría a ganar dos veces la Copa Chatham y la liga en una ocasión.
Su gran éxito con el Central United lo llevó a ser contratado para dirigir a la selección Sub-23 de Nueva Zelanda en 1999, cargo que dejaría en 2003 al no poder llevar a los Oly Whites a disputar los Juegos Olímpicos de Atenas 2004. Ese año tomó el control de la selección Sub-17.
El 25 de febrero de 2005 Ricki fue elegido por la Asociación de Fútbol de Nueva Zelanda como el entrenador nacional de la selección mayor. Su debut se produjo 9 de junio de ese año en un partido amistoso ante Australia en Londres, que acabaría con victoria 1-0 para los Socceroos.
Con el seleccionado neozelandés ganó la Copa de las Naciones de la OFC 2008, disputó la Copa FIFA Confederaciones 2009, en donde los All Whites cosecharon su primer y único punto en la historia de la competición, y la Copa Mundial de 2010, en donde los Kiwis no cayeron en ninguna de sus tres presentaciones, aunque no pudo repetir sus grandes logros en la Copa de las Naciones de la OFC 2012, donde Nueva Zelanda cayó en semifinales a manos de Nueva Caledonia. Dejó el cargo en 2013 luego de no poder clasificar al Mundial de 2014.
En 2006 fue anunciado como técnico interino de los New Zealand Knights ante la noticia de la revocación de la licencia que ligaba a la franquicia a la A-League que llevaría su posterior desaparición. Al mando de Herbert, los Knights ganaron 3 encuentros, perdieron uno y empataron otro.
Tomó el mando del Wellington Phoenix, reemplazante de los New Zealand Knights como única franquicia neozelandesa en la liga australiana. A pesar de terminar en el último lugar en la primera temporada, Herbert llevó a los Nix a disputar los playoffs en tres ocasiones, aunque la pésima campaña en la A-League 2012/13 lo obligó a dejar el cargo a principios de 2013.
En 2014 fue contratado para entrenar al NorthEast United de la Superliga de India, competición recién formada para ser la primera división india junto con la I-League. Luego de no poder conseguir el título, se convirtió en el técnico de la selección de Papúa Nueva Guinea Sub-23. Tras ganar la medalla de bronce en los Juegos del Pacífico 2015, fue contratado por la Asociación de Fútbol de las Maldivas para dirigir a la selección del país, aunque dejaría el cargo en 2016.
En 2017 se convirtió en el director de fútbol del St. Peter's College, mientras que el Hamilton Wanderers de la liga neozelandesa lo fichó como entrenador de cara a la temporada 2017-18.

## Clubes

### Como jugador
| Club                                  | País          | Año         |
| ------------------------------------- | ------------- | ----------- |
| University-Mount Wellington           | Nueva Zelanda | 1978        |
| Nelson United                         | Nueva Zelanda | 1979        |
| University-Mount Wellington           | Nueva Zelanda | 1980 - 1982 |
| Sydney Olympic Football Club          | Australia     | 1983        |
| University-Mount Wellington           | Nueva Zelanda | 1984        |
| Wolverhampton Wanderers Football Club | Inglaterra    | 1984 - 1986 |
| University-Mount Wellington           | Nueva Zelanda | 1986 - 1989 |

### Como entrenador
| Club                              | País               | Año         |
| --------------------------------- | ------------------ | ----------- |
| Papakura City FC                  | Nueva Zelanda      | 1993        |
| Central United Football Club      | Nueva Zelanda      | 1995 - 1999 |
| Selección Sub-23                  | Nueva Zelanda      | 1999 - 2003 |
| Selección Sub-17                  | Nueva Zelanda      | 2003 - 2005 |
| Selección nacional                | Nueva Zelanda      | 2005 - 2013 |
| New Zealand Knights Football Club | Nueva Zelanda      | 2006 - 2007 |
| Wellington Phoenix Football Club  | Nueva Zelanda      | 2007 - 2013 |
| NorthEast United                  | India              | 2014 - 2015 |
| Selección Sub-23                  | Papúa Nueva Guinea | 2015        |
| Selección nacional                | Maldivas           | 2015 - 2016 |
| Hamilton Wanderers                | Nueva Zelanda      | 2017 - 2020 |
| Ba Football Club                  | Fiyi               | 2020        |

## Palmarés
| Título                     | Club               | País            | Año  |
| -------------------------- | ------------------ | --------------- | ---- |
| Copa Chatham               | Mount Wellington   | Nueva Zelanda   | 1980 |
| Liga Nacional              | Mount Wellington   | Nueva Zelanda   | 1982 |
| Copa Chatham               | Mount Wellington   | Nueva Zelanda   | 1982 |
| Liga Nacional              | Mount Wellington   | Nueva Zelanda   | 1986 |
| Copa Chatham               | Central United     | Nueva Zelanda   | 1997 |
| Copa Chatham               | Central United     | Nueva Zelanda   | 1998 |
| Liga Nacional              | Central United     | Nueva Zelanda   | 1999 |
| OFC Nations Cup            | Selección nacional | Nueva Zelanda   | 2008 |
| Bronce Juegos del Pacífico | Selección sub-23   | Papúa N. Guinea | 2015 |

### Distinciones individuales
| Distinción                           | Año  |
| ------------------------------------ | ---- |
| Mejor jugador joven de Nueva Zelanda | 1980 |
| Entrenador del año de Nueva Zelanda  | 2007 |